# Vaucluse (Doubs)
Vaucluse é uma comuna francesa na região administrativa de Borgonha-Franco-Condado, no departamento de Doubs. Estende-se por uma área de 5,01 km². Em 2010 a comuna tinha 150 habitantes (densidade: 29,9 hab./km²).